# Леваль, Пьер
Пьер Нельсон Леваль (род. 4 сентября 1936 года, Нью-Йорк) — судья Апелляционного суда второго округа США. До назначения на эту должность президентом Биллом Клинтоном в 1993 году он был судьёй окружного суда Южного округа Нью-Йорка.

## Биография
В 1959 году в Гарвардском колледже Леваль получил степень бакалавра искусств, а в 1963 году — степень доктора права с отличием (magna cum laude) на юридическом факультете Гарвардского университета, там он был редактором заметок Harvard Law Review.
В 1959 году Леваль служил в армии США. С 1963 по 1964 год он был клерком судьи Апелляционного суда второго округа США, Генри Френдли. С 1964 по 1968 год Леваль был помощником федерального прокурора США в Южном округе Нью-Йорка, там же с 1967 по 1968 год работал главным апелляционным прокурором. С 1969 по 1975 год Леваль занимался частной юридической практикой в нью-йоркской фирме Cleary Gottlieb Steen & Hamilton LLP. В 1975 году он присоединился к бюро окружного прокурора Нью-Йорка, где работал сначала в качестве первого помощника окружного прокурора, а затем — главного помощника. В 1977 году он был назначен судьёй в окружной суд Южного округа Нью-Йорка.
В 1990 году Леваль написал статью «К стандарту добросовестного использования». Она представляла собой обзор законодательства по доктрине добросовестного использования. В статье утверждается, что наиболее важным элементом анализа добросовестного использования является трансформативность произведения.
Леваль был членом адъюнктского факультета школы права Нью-Йоркского университета. В 1988 году Висконсинский университет в Мадисоне наградил его мемориальной стипендией Хиллмона; в 1989 году Авторское общество США отметило его наградой Дональда Брейса; в 1992 году он получил мемориальную стипендию Фаулера Харпера от Йельской школы права; в 1997 году юридическая школа Калифорнийского университета отметила его наградой Мелвилла Ниммера; в том же году он получил медаль Лернеда Хэнда от Федерального совета адвокатов; в 2001 году школа права Коннектикутского университета наградила его за достижения в сфере интеллектуальной собственности.
В 2002 году получил право выйти на пенсию.

## Работы
- «Toward a Fair Use Standard», 103 Harv. L. Rev. 1105 (1990)